# Wewnętrzne Karpaty Wschodnie
Wewnętrzne Karpaty Wschodnie (523) – część Karpat rozciągająca się od rzeki Laborec na Słowacji poprzez terytorium Ukrainy aż do Braszowa w Rumunii.
Najwyższym pasmem są Góry Rodniańskie (Pietrosul 2305 m n.p.m.). Charakterystycznym elementem tego regionu jest pas gór pochodzenia wulkanicznego o długości ok. 400 km, ciągnący się od Wyhorlatu do pasma Harghita (najwyższe spośród nich są Góry Kelimeńskie – 2102 m n.p.m.). Lokalnie uległy zlodowaceniu w plejstocenie, najbardziej Góry Rodniańskie.
Wewnętrzne Karpaty Wschodnie nie są przedłużeniem Centralnych ani Wewnętrznych Karpat Zachodnich.
W Wewnętrznych Karpatach Wschodnich wyróżnia się makroregiony:
- 523.1 Karpaty Marmaroskie
- 523.2 Kotlina Marmaroska
- 523.3 Góry Rodniańskie
- 523.4 Góry Bystrzyckie
- 523.5 Pasmo Wyhorlacko-Gutyjskie
- 523.6 Góry Kelimeńskie
- 523.7 Obniżenie Gheorgeńsko-Braszowskie